# Dilar nevadensis
Dilar nevadensis là một loài côn trùng trong họ Dilaridae thuộc bộ Neuroptera. Loài này được Rambur miêu tả năm 1838.